# Emanuel Kohút
Emanuel Kohút est un joueur slovaque de volley-ball né le 21 juillet 1982 à Bratislava (alors en Tchécoslovaquie). Il mesure 2,06 m et joue central. Il totalise 68 sélections en équipe de Slovaquie.

## Clubs
| Club              | De        | À         |
| ----------------- | --------- | --------- |
| VKP Bratislava    | 2003-2004 | 2006-2007 |
| TSV Unterhaching  | 2007-2008 | 2007-2008 |
| Sisley Trévise    | 2008-2009 | 2009-2010 |
| Top Volley Latina | 2010-2011 | 2010-2011 |
| Sisley Trévise    | 2011-2012 | 2011-2012 |
| Piemonte Volley   | 2012-2013 | ...       |

## Palmarès

### Club et équipe nationale
- Ligue européenne (2)
  - Vainqueur : 2008, 2011
- Ligue des champions
  - Finaliste : 2013
- Championnat de Slovaquie (2)
  - Vainqueur : 2004, 2006
  - Finaliste : 2005, 2007
- Coupe de Slovaquie (2)
  - Vainqueur : 2004, 2007

### Distinctions individuelles
- Meilleur contreur de la Ligue européenne 2007